# Drenovac Osredački
Drenovac Osredački  falu Horvátországban Zára megyében. Közigazgatásilag Gračachoz tartozik.

## Fekvése
Zárától légvonalban 80, közúton 164 km-re keletre, községközpontjától légvonalban 30, közúton 92 km-re délkeletre, Lika déli részén, a bosnyák határ mellett fekszik.

## Története
A török kiűzése (1685) után pravoszlávokkal betelepített likai falvak közé tartozik. A településnek 1857-ben 124, 1910-ben 191 lakosa volt. Az első világháború után előbb a Szerb-Horvát-Szlovén Királyság, majd Jugoszlávia része lett. 1991-ben teljes lakossága szerb nemzetiségű volt. Lakói még ez évben csatlakoztak a Krajinai Szerb Köztársasághoz. A horvát hadsereg 1995 augusztusában a Vihar hadművelet során foglalta vissza a települést. Szerb lakói elmenekültek.. A településnek 2011-ben 12 lakosa volt.

## Lakosság
| Lakosság változása | Lakosság változása | Lakosság változása | Lakosság változása | Lakosság változása | Lakosság változása | Lakosság változása | Lakosság változása | Lakosság változása | Lakosság változása | Lakosság változása | Lakosság változása | Lakosság változása | Lakosság változása | Lakosság változása | Lakosság változása |
| ------------------ | ------------------ | ------------------ | ------------------ | ------------------ | ------------------ | ------------------ | ------------------ | ------------------ | ------------------ | ------------------ | ------------------ | ------------------ | ------------------ | ------------------ | ------------------ |
| 1857               | 1869               | 1880               | 1890               | 1900               | 1910               | 1921               | 1931               | 1948               | 1953               | 1961               | 1971               | 1981               | 1991               | 2001               | 2011               |
| 124                | 143                | 110                | 136                | 188                | 191                | 175                | 165                | 75                 | 132                | 136                | 85                 | 74                 | 72                 | 12                 | 12                 |

## Nevezetességei
- A Cerigrad-hegy régészeti lelőhelye.
- Ševina poljana nevű településrésze a népi építészet jellegzetes példáival.